# Пространственная кардиоида
Пространственная кардиоида — это трёхмерная кривая, являющаяся аналогом кардиоиды. Аналитически она записывается в параметрическом виде с использованием тригонометрических функций.

## Определение
Наиболее простая форма уравнения трёхмерной кардиоиды записывается в параметрическом виде:
{\displaystyle X(t)=((k+\cos(t))\cos(t),(j+\cos(t))\sin(t),\sin(t))}